# Il quarto re
Il quarto re è un film TV italiano del 1998 diretto da Stefano Reali.

## Trama
Alazhar, un semplice contadino ed appassionato apicoltore, si trova coinvolto nel viaggio che i tre Re Magi hanno intrapreso alla volta di Betlemme. Questo viaggio che nasconde insidie, pericoli e trappole preparate da Satana perché non vuole che i tre Re arrivino dal Messia, ma si rivelerà essere una meravigliosa scoperta della conoscenza e della vita: Alazhar lascia la sua casa come un ragazzo e vi ritornerà come uomo.
I tre Re sanno che non riusciranno mai a raggiungere la meta senza l'aiuto di quel giovane contadino e delle sue api, infatti il loro rapporto non è facile.
Ma questi piccoli insetti saranno miracolosi per i Re: si trasformeranno nella coda della cometa che indicherà loro la strada.
Ma il pensiero di Alazhar è sempre rivolto alla sua amatissima moglie Izhira prossima a dare alla luce il loro primogenito. Non sopportando il distacco egli cerca continuamente di riprendere la via del ritorno, costringendo i tre Re a fare ricorso alle loro arti magiche, ma che si mostreranno comunque insufficienti a trattenerlo. I tre quindi si disperdono.
Gasparre assiste a quello che sembra essere un funerale. La vedova sembra ben lontana da essere affranta, visto che ospita sin da subito Gasparre nella sua casa e giace con lui. Con un potente sonnifero nel vino, addormenta Gasparre raccontandogli il macabro rituale che riserva alle sue vittime. Rancorosa dei tradimenti di suo marito lo uccise e per vendicarsi ancora, addormenta i suoi amanti e li seppellisce vivi dopo averli avvolti nelle fasce funebre. Melchiorre e Baldassarre rischiano invece di morire di fame, uno sotto una frana, l'altro nel deserto.
Alla fine convinto dalle sue api decide di salvare i Re Magi finiti nelle trappole di Satana. Raggiunge e salva prima Melchiorre nel deserto, poi salva Baldassarre calandosi nel crepaccio dove rovinò miseramente. Giunti al sepolcro Alazhar, Baldassare e Melchiorre, vengono a sapere da un passante la verità. Gasparre è stato depositato del sepolcro vivo e una grossa pietra è posta sopra di esso. Baldassare, esortato da Alazhar a fare affidamento sui suoi poteri magici e sulla Fede in Dio, riesce a muovere la pietra. Alazhar si cala con una corda e libera Gasparre.
A quel punto il Signore delle Tenebre decide di mostrarsi e eliminare di persona i Magi ma viene sconfitto da Alazhar poiché durante il duello la spada che il ragazzo usava si conficca nel terreno e forma il simbolo della Croce; in seguito una spada infuocata cade dal cielo trafiggendo Satana rispedendolo all'Inferno.
Alazhar viene ricompensato dai Re Magi con un bellissimo vestito, una spada con l'elsa d'oro, delle gemme e una corona, ma mentre passeggia col bel vestito incontra un uomo che si rivela essere Dio. Egli gli dice di accontentarsi di ciò che è e non di nascondere di essere povero, facendogli capire che deve essere orgoglioso di ciò che è e non nascondersi con gli onori del potere. Quella sera Alazhar brucia i vestiti, che si rivelano essere l'ultima tentazione di Satana che stava per compiersi per mezzo dei Re Magi, i quali credevano soltanto di fare al ragazzo dei doni. I Magi, arrivati dal Messia, riportano Alazhar con un incantesimo a casa, dove ritrova la moglie e il figlio appena nato. Per ricompensa appare sulla sua casa la stella cometa.

## Produzione
Il film è stato girato tra Italia e Tunisia.